# Piotrowce Dolne
Piotrowce Dolne (ukr. Нижні Петрівці, Nyżni Petriwci, rum. Pătrăuții de Jos, niem. Unter Petroutz) – wieś na Ukrainie, w obwodzie czerniowieckim, w rejonie storożynieckim.
We wsi parafia dekanatu Czerniowce pw. Przemienienia Pańskiego.